# Cernia diphtherina
Cernia diphtherina là một loài bướm đêm trong họ Geometridae.